# Берштовский сельсовет
Берштовский сельсовет — упразднённая административная единица на территории Щучинского района Гродненской области Белоруссии. Административный центр — деревня Бершты.

## История
Сельсовет создан 12 октября 1940 года в составе Поречского района Белостокской области БССР. С 25 ноября 1940 года — в составе Скидельского района, с 20 сентября 1944 года — в Гродненской области. В 1964 году передан в Щучинский район. 
20 сентября 2002 года сельсовет упразднён, населённые пункты включены в состав Новодворского сельсовета.

## Состав
Берштовский сельсовет включал 5 населённых пунктов:
- Берестовица — деревня.
- Бершты — деревня.
- Орлова Гора — деревня.
- Пиловня — деревня.
- Подбершты — деревня.